# Тіріка жовтолобий
Тіріка жовтолобий (Brotogeris sanctithomae) — вид папугоподібних птахів родини папугових (Psittacidae). Поширений у Південній Америці.

## Поширення
Вид мешкає в Амазонії, переважно вздовж великих річок, від південного сходу Колумбії через Бразилію та Перу до північної Болівії.

## Опис
Птах завдовжки від 17 до 19 см і важить в середньому 59 г. Дорослі особини здебільшого зелені. Лоб жовтого кольору, а на обличчі синюватий відтінок. Первинні криючі крил темно-зелені, а нижня сторона крил блакитна. Дзьоб коричневий. Підвид B. s. takatsukasae відрізняється від номінального додаванням жовтої смужки позаду ока.